# 西那西呱
西那西呱（INN：cinaciguat；开发代号：BAY 58-2667）是一种实验性可溶性鸟苷酸环化酶激活剂，设计用于治疗急性失代偿性心力衰竭。该药物能提高环磷酸鸟苷的产量进而引起肺血管舒张。